# Plan (geometri)
Inom matematiken är ett plan en flat, tvådimensionell yta med oändlig utsträckning. Plan kan förekomma som underrum till rum av godtyckliga dimensioner eller kan ha en oberoende existens som i fallet euklidisk geometri. Plangeometri är läran om geometriska figurer i ett plan.

## Plan i R3
Om (x0, y0, z0) är en ortsvektor till en punkt i planet och (A, B, C) är en normalvektor till planet, kan planets ekvation skrivas som skalärprodukten av en normalvektor och vektorn (x - x0, y - y0, z - z0):
{\displaystyle (A,\ B,\ C)(x\,-\,x_{0},\ y\,-\,y_{0},\ z\,-\,z_{0})=0\,}
vilket ger den allmänna formen av planets ekvation som
{\displaystyle Ax\,+\,By\,+\,Cz\,+\,D\,=\,0}
där D är
{\displaystyle -(Ax_{0}\,+\,By_{0}\,+\,Cz_{0})}
En ekvation av första graden representerar alltid ett plan. För planets normal är riktningscosinerna (cosinus för de vinklar som normalvektorn bildar med koordinataxlarna)
{\displaystyle {\frac {A}{\pm {\sqrt {A^{2}\,+\,B^{2}\,+\,C^{2})}}}},\quad {\frac {B}{\pm {\sqrt {A^{2}\,+\,B^{2}\,+\,C^{2})}}}},\quad {\frac {C}{\pm {\sqrt {A^{2}\,+\,B^{2}\,+\,C^{2})}}}}}
Tecknet framför roten väljs så att
{\displaystyle {\frac {D}{\pm {\sqrt {A^{2}\,+\,B^{2}\,+\,C^{2})}}}}} alltid är positiv. Därigenom är normalen riktad mot planets "positiva" sida.

### Normalform
Genom division med
{\displaystyle \pm {\sqrt {A^{2}+B^{2}+C^{2})}}}
erhålls planets ekvation på normalform
{\displaystyle x\cos \alpha +y\cos \beta +z\cos \gamma =p}
där {\displaystyle \alpha ,\,\beta ,\,\gamma } är de vinklar som planets normal bildar med koordinataxlarna och p är längden av normalen från origo till planet.

### Vektorform
Ekvationen för ett plan med normalvektorn n, en given punkt r0 och med r som ortsvektor för en godtycklig punkt (x, y, z) i planet är
{\displaystyle (\mathbf {r} -\mathbf {r} _{0})\mathbf {n} =0\,}